# Micu
A Micu Okui Maszami harmincötödik kislemeze, mely 2006. január 25-én jelent meg az Evolution kiadó jóvoltából.

## Információk
- A kislemez borítóján az énekesnő látható, amint a kezében egy lángot tart, ezzel lényegében kiderül, hogy miről szól a dal: bármilyen nehézség is érjen minket, mindig égni kell a lángnak a szívünkben.
- A japán lemezeladási listán kissé szerényen szerepelt, csak a hetvenkilencedik helyet tudta elérni, és 1 557 példányt adtak el belőle.

## Videóklip
A dalból videóklip is készült 2005. december 14-én, melynek főszereplője egy kislány, aki szemmel láthatóan másképp viselkedik, mint az átlag. Társaságkerülő, kissé elvont, és félelem is látható rajta. Az énekesnő (aki fehér ruhában látható) a lányba önt lelki erőt.

## Dalok listája
1. Micu (蜜 -mitsu-?) 6:29
2. Paradise Lost 4:03
3. Szora ni kakeru hasi (Unplugged Version) (空にかける橋 ~Unplugged Version~?) 5:28
4. Micu (Instrumental) (蜜 -mitsu-?) 6:29
5. Paradise Lost (Instrumental) 4:00

## Külső hivatkozások
- Oricon Profil